# Квелетубани
Квелетубани (груз. ქველეთუბანი) — село в Грузии, на территории Зестафонского муниципалитета края (мхаре) Имеретия.

## География
Село находится в западной части Грузии, на левом берегу реки Буджи, на расстоянии приблизительно 7 километров (по прямой) к северо-востоку от города Зестафони, административного центра муниципалитета. Абсолютная высота — 420 метров над уровнем моря.

## Население
По результатам официальной переписи населения 2014 года, в Квелетубани проживало 108 человек (55 мужчин и 53 женщины). В национальной структуре населения грузины составляли 100 %.
| Год  | Население, человек |
| ---- | ------------------ |
| 2002 | 204                |
| 2014 | ↘ 108              |